# Новосёловка (Криворожский район)
Новосёловка (укр. Новоселівка) — село,
Широковский сельский совет,
Криворожский район,
Днепропетровская область,
Украина.
Код КОАТУУ — 1221888204. Население по переписи 2001 года составляло 71 человек.

## Географическое положение
Село Новосёловка находится в 1,5 км от села Широкое и в 2 км от села Вольный Посад.
По селу протекает пересыхающий ручей с запрудой.
Рядом проходит автомобильная дорога Н-11.